# Dantona discerpta
Dantona discerpta là một loài bướm đêm trong họ Noctuidae.